# A Whole New World
A Whole New World är en sång från Disneyfilmen Aladdin från 1992. På svenska heter sången En helt ny värld.
Sången gavs 1992 ut på singelskiva där den sjöngs av Regina Belle och Peabo Bryson.  Den 6 mars 1993 gick sången upp på topplistan Billboard Hot 100. Sången fick en Grammy Award 1994 för "Årets sång".
Melodin hörs även i SNES-spelet Aladdin på bonusbanan där man åker flygande matta över staden. 
På svenska sjöngs den av samma personer som gjorde de svenska rösterna i filmen, Peter Jöback och Myrra Malmberg.

## Coverversioner
- Jessica Simpson och Nick Lachey
- Kelly Clarkson
- Ruben Studdard

### Fotnoter
1. ↑  Roberts, David (2006). British Hit Singles & Albums (19th). London: Guinness World Records Limited. sid. 137. ISBN 1-904994-10-5